# Pegaso 3046/10
El Pegaso 3046/10 es un camión diseñado y fabricado por la empresa española ENASA con fines militares. Su desarrollo estuvo ligado a la firma de un contrato entre la propia ENASA y el Ministerio de Defensa egipcio, que realizó un pedido de 13 000 unidades del modelo, que finalmente no se cumpliría; aunque también hubo ventas al gobierno libio. Debido a este hecho, se le conoce popularmente como Pegaso Egipcio o Pegaso Gadafi.
La compra realizada por el gobierno egipcio no se llegó a cumplir en su totalidad. Se entregaron 10 500 unidades quedando un resto de 2 500 camiones debido a un impago. Este exceso de inventario provocó que el INI, principal accionista de ENASA, facilitara su conversión y posterior venta como camiones de bomberos, siendo todavía comunes en diversos parques de bomberos de España.

## Datos técnicos
- Motor = Pegaso 9100.42
- Cilindrada = 10 170 cc
- Potencia = 170 cv

## Como camión de bomberos
La mayoría de estos vehículos fueron carrozados como autobombas forestales por empresas como Firmesa, Abencor, Pefipresa, y Protec FIRE. Muchos de ellos siguen en servicio operativo en múltiples parques de bomberos, aunque recientemente se ha puesto en entredicho su seguridad al haberse tildado de poco estable por su carencia de ruedas gemelas traseras.

## En competición
La primera aparición de un Pegaso en el Rally Dakar acaeció en su sexta edición. Una unidad de Pegaso 3046/10, conocido popularmente como Egipcio, sin apenas modificaciones y pilotado por Carlos del Val y Miguel Guerrero se presentó con el dorsal 524. Terminó en la octava posición de 12 camiones que acabaron la competición y de un total de 31 que se inscribieron. Al terminar, el piloto se negó a dejar que el vehículo regresara a España en barco y decidió conducirlo de vuelta. Al año siguiente, una unidad del mismo modelo pilotado por el belga Cornélius Bezemer con el dorsal 602 se alzó con la vigésima posición en su categoría.